# Алишер Усманов
Алише́р Бурха́нович Усма́нов (на узбекски: Alisher Usmonov) е руски предприемач, спортен деятел, дарител от узбекски произход, милиардер.
Той е съсобственик на крупни металургични предприятия – Михайловския (Железногорск) и Лебединския (Губкин) минно-обогатителни комбинати в Курска област, металургичния комбинат „Уралская Стал“ (Новотроицк, Оренбургска област), Осколския електро-металургичен комбинат (Стари Оскол, Белгородска област), обединени в холдинговото дружество „Металоинвест“ АД.

## Ранни години
Роден е семейството на узбекски юрист, станал прокурор на Ташкент. Като ученик тренира фехтовка, влиза в юношеския отбор на Узбекистан и сборния отбор на СССР, става майстор на спорта. Завършва Московския държавен институт по международни отношения по специалност „Международно право“ през 1976 г.
Работи като научен сътрудник в Академията на науките на СССР, старши референт в ЦК на ВЛКСМ в Узбекистан, генерален директор на Външноикономическата асоциация на Съветския комитет за защита на мира. През 1980 г. е осъден на 8 години затвор заедно с негов приятел (служител от КГБ и син на заместник-председателя на КГБ в Узбекистан). Освободен е през 1986 г., напълно е реабилитиран от узбекски съд през 2000 г.
След освобождаването му известно време се препитава в ловния туризъм в Узбекистан като екскурзовод на чужденци. Прехвърля се в Москва, където започва да се занимава с бизнес и завършва „Банково дело“ в Московския финансов институт през 1997 г.

## В бизнеса
- 1990 – 1998 г.: първи заместник генерален директор на „Интеркрос“ АД.
- 1993 г.: член на Съвета на директорите на „Първа руска независима банка“, учредила „МАПО-банк“.
- 1994 – 1995 г.: съветник на генералния директор на Московското авиационно производствено обединение (МАПО).
- 1995 – 1997 г.: първи заместник-председател на Управителния съвет на „МАПО-банк“.
- 1994 – 1998 г.: генерален директор на Междубанковата инвестиционно-финансова компания „Интерфин“ („МИФК „Интерфин““ АД).
- 1997 – 2001 г.: член Съвета на директорите на „Архангелскгеолдобича“ АД.
- Ноември 1998 – февруари 2000 г.: първи заместник генерален директор на „Газпроминвестхолдинг“ ООД (от групата на „Газпром“).
- От февруари 2000 г.: генерален директор на „Газпроминвестхолдинг“ ООД.
- Ноември 2000 – юли 2001 г.: съветник на председателя на Управителния съвет на „Газпром“ АД.
- Август 2006 г.: придобива руската Издателска къща „Комерсант“ от Борис Березовски и Бадри Патаркацишвили.
- 2007 г.: придобива 75 % от акциите на руския канал Муз-ТВ.

## В спорта
През 2007 г. чрез своята (50 %) компания Red and White Holding придобива 23 % от акциите на Arsenal Holdings, собственик на ФК „Арсенал“, Лондон.
Президент е на Международната федерация по фехтовка от 6 декември 2008 г. Член е на национални организации по развитието на спорта.

## Семейство
Женен е от 1992 г. Съпругата му Ирина Винер е главен треньор на националния отбор на Русия по художествена гимнастика. Нямат общи деца, а само доведения син Антон Винер.

## Лично състояние
По класацията на сп. „Форбс“ през март 2012 г. с лично състояние от 18,1 млрд. щ. дол. е на 28-о място в света и на 1-во място в Русия.

## Благотворителност
През септември 2007 г. откупува художествената колекция на семейство Мстислав Ростропович и Галина Вишневская за 72 млн. щ. дол., общо (с данъци и такси) 100 млн. дол. След покупката на колекцията я предава безвъзмездно на руското правителство. Изложена е в Константиновския дворец край Санкт Петербург.
По същото време изкупува от съветско-американския киноактьор Олег Видов изключителните права върху колекцията съветски мултфилми на студио „Союзмултфилм“ (1936 – 1991) и ги предава на руския детски ТВ канал „Бибигон“.

## Съдилища
През 1994-1998 г. Усманов, начело на Междубанковата инвестиционна и финансова компания "Интерфин", събира дългове за газ. В края на 90-те години Усманов се запознава с Рем Вяхирев; Обединявайки усилията и финансите си, Газпром и Интерфин придобиха контролни пакети в Осколския електрометалургичен завод (ОЕМК) и Лебединския минно-обогатителен комбинат, консолидирайки ги в Газметал. През 2002 г. Interfin на Усманов изкупи дела на Газпром в тази компания и стана единственият контролен акционер. През 2005 г. Усманов, заедно с Василий Анисимов, придобиха Михайловски ГОК от Борис Иванишвили. През 2006 г. всички споменати активи бяха консолидирани в Metalloinvest, като Анисимов и Владимир Скоч станаха негови съсобственици заедно с Усманов (на когото акциите бяха прехвърлени през 1999 г. след сина му Андрей Скоч  стана депутат от Държавната дума)